# 何睦妃
何睦妃（？—1551年），名失考，開封府陽武縣人，錦衣衛正千戶何臻之女，明朝明世宗朱厚熜之妃，原為宮人。

## 生平
何氏的出生及入宮時間均無考。嘉靖三十年（1551年）六月初六日，「未封妃何氏」薨逝，追封為睦妃，「賜祭葬如懷榮賢妃例殺一等」。同年六月二十四日，奉命挑選何睦妃墓地的禮部左侍郎程文德表示金山一帶的墓地已無剩餘，考慮到嘉靖帝之前曾經下旨稱包宜妃與陳靜妃的去世時間相近，可以合葬於同一墓地，而且成化帝諸妃皆合葬於同一墓地，既節省民力，又體現仁愛之言，於是認為何睦妃應與包宜妃、陳靜妃合葬。嘉靖帝認同此方案，還特別下旨稱：「祖宗成法當守，王制亦當遵。古世婦御妻數俱用九，其自今以九妃同墓，共一享殿，而中為七室，所司如諭奉行」。嘉靖三十四年（1555年）六月二十七日，未封妃高氏薨逝，賜謚號曰和，喪儀依照何睦妃之例辦理。根據《太常續考》的記載，何睦妃與包宜妃、陳靜妃、王麗妃、褚晏妃、張常妃、王莊妃、高和妃、彭安妃於金山合葬同一墓，葬地位於金山紅石口。